# Iris sintenisii
Iris sintenisii là một loài thực vật có hoa trong họ Diên vĩ. Loài này được Janka miêu tả khoa học đầu tiên năm 1877.